# Corynosoma clementi
Corynosoma clementi är en hakmaskart som beskrevs av Stephen J. Giovannoni och Fernandes 1965. Corynosoma clementi ingår i släktet Corynosoma och familjen Polymorphidae. Inga underarter finns listade i Catalogue of Life.